# Campionati del mondo di mountain bike 2012 - Cross country femminile Junior
Il Cross Country femminile Junior dei Campionati del mondo di mountain bike 2012 si è svolto il 7 settembre 2012 a Saalfelden, in Austria, su un percorso di 20,3 km. La gara è stata vinta dalla svizzera Andrea Waldis, che ha terminato la gara in 1h07'29", alla media di 18,05 km/h.

## Ordine d'arrivo (Top 10)
| Pos. | Corridore            | Squadra       | Tempo    |
| ---- | -------------------- | ------------- | -------- |
| 1    | Andrea Waldis        | Svizzera      | 1h07'29" |
| 2    | Sofia Wiedenroth     | Germania      | a 30"    |
| 3    | Lena Putz            | Germania      | a 1'19"  |
| 4    | Perrine Clauzel      | Francia       | a 3'25"  |
| 5    | Bethany Crumpton     | Gran Bretagna | a 3'51"  |
| 6    | Aleksandra Podgórska | Polonia       | a 4'51"  |
| 7    | Guzel' Achmadullina  | Russia        | a 5'07"  |
| 8    | Nadežda Antonova     | Russia        | a 5'36"  |
| 9    | Margot Moschetti     | Francia       | a 5'54"  |
| 10   | Frédérique Trudel    | Canada        | a 6'51"  |